# Oxylamia guillemati
Oxylamia guillemati är en skalbaggsart som beskrevs av Pierre Lepesme 1948. Oxylamia guillemati ingår i släktet Oxylamia och familjen långhorningar. Inga underarter finns listade i Catalogue of Life.